# Oliver Lawrence
Oliver Lawrence (c. 1507 - 1559), de Poole e Creech St Michael, Dorset, Londres e Soberton, Hampshire, foi um membro do Parlamento inglês.
Ele foi membro do parlamento (MP) do Parlamento da Inglaterra por Melcombe Regis em 1529, por Poole em 1542 e 1545 e por Dorset em 1558.